# Robbie Weir
Robert James Weir (Belfast, 9 dicembre 1988) è un calciatore nordirlandese, centrocampista dei Crusaders.

## Carriera

### Club
Dopo gli esordi in Scozia con l'Ayr ed in patria con il Larne ha sempre giocato nelle serie minori inglesi, fra terza e quarta serie (ad eccezione di una parentesi in quinta serie allo York City). Tra il 2014 ed il 2016 ha ottenuto due promozioni consecutive col Burton Albion, passato dalla quarta alla seconda serie inglese. Nel 2020 ha giocato 14 partite nella prima divisione irlandese con il Waterford; nel 2021 si è poi trasferito ai Crusaders nella prima divisione nordirlandese.

### Nazionale
Nel 2009 ha giocato 7 partite nelle qualificazioni agli Europei Under-21; nel medesimo anno ha anche giocato una partita in nazionale B.

## Palmarès

### Club

#### Competizioni nazionali
- Campionato inglese di quarta divisione: 1

Burton Albion: 2014-2015
- Irish Cup: 2

Crusaders: 2021-2022, 2022-2023
- IFA Charity Shield: 2

Crusaders: 2022, 2023